# Jaime
| Совокупная оценка | Совокупная оценка |
| Источник          | Оценка            |
| ----------------- | ----------------- |
| Album of the Year | 83/100            |
| AnyDecentMusic?   | 8.2/10            |
| Metacritic        | 88/100            |
| Оценки критиков   |                   |
| Источник          | Оценка            |
| AllMusic          | [ 8 ]             |
| Chicago Tribune   | [ 9 ]             |
| The Guardian      | [ 10 ]            |
| The Independent   | [ 11 ]            |
| Mojo              | [ 12 ]            |
| Pitchfork         | 8.6/10            |
| Q                 | [ 14 ]            |
| Rolling Stone     | [ 15 ]            |
| The Times         | [ 16 ]            |
| Uncut             | 9/10              |

Jaime  — дебютный сольный студийный альбом американской рок певицы Бриттани Ховард, вышедший 20 сентября 2019 года на лейбле ATO Records. Продюсером была сама Бриттани Ховард. Диск и его треки был номинирован на несколько премий Грэмми, включая категорию Best Alternative Music Album.

## Об альбоме
Для продвижения альбома Ховард отправилась в свой первый сольный тур. По дороге она и её бэк-группа отказались от песен Alabama Shakes и исполнили только произведения из этого альбома и других её групп.
Ховард также исполнила сет для серии Tiny Desk Concert радио NPR и выступила на Jimmy Kimmel Live! в 2019 году и The Tonight Show with Jimmy Fallon и Today в 2020 году. Запланированные на 2020 год выступления были отменены или перенесены из-за пандемии COVID-19.
Были выпущены музыкальные видеоклипы на «Stay High» и «He Loves Me», в первом случае при участии Terry Crews.

## Отзывы
Альбом получил положительные отзывы музыкальной критики и интернет-изданий. Он получил 88 из 100 баллов на интернет-агрегаторе Metacritic, 8.2 из 10 на AnyDecentMusic? и 88 из 100 баллов на Album of the Year.

### Итоговые списки
Песни «13th Century Metal» и «Stay High» были включены журналом Pitchfork в их список лучших песен 2019 года, заняв места № 98 и № 42 соответственно. Ховард была номинирована на звание «Артист года», Jaime — на «Альбом года» и «Stay High» — на «Песню года» в 2020 году на Americana Music Honors & Awards.
| Публикация           | Список                              | Ранг |
| -------------------- | ----------------------------------- | ---- |
| The A.V. Club        | The 20 Best Albums of 2019          | 11   |
| Billboard            | The 50 Best Albums of 2019          | 17   |
| Clash                | Clash Albums of the Year 2019       | 39   |
| Consequence of Sound | Top 50 Albums of 2019               | 19   |
| Entertainment Weekly | The Best Albums of 2019             | 6    |
| Exclaim!             | 20 Best Pop and Rock Albums of 2019 | 13   |
| The Guardian         | The 50 Best Albums of 2019          | 32   |
| The New York Times   | Best Albums of 2019                 | 2    |
| Paste                | The 34 Best Albums of 2019          | 6    |
| Pitchfork            | The 50 Best Albums of 2019          | 12   |
| Rolling Stone        | The 50 Best Albums of 2019          | 15   |
| Slate                | The Best Albums of 2019             | —    |
| Slant                | The 25 Best of Albums of 2019       | 24   |
| Stereogum            | The 50 Best Albums of 2019          | 45   |
| Uproxx               | The Best Albums of 2019             | 23   |
| Vice Media           | The 100 Best Albums of 2019         | 79   |

## Награды и номинации
Открывающая альбом песня «History Repeats» получила две номинации на 62-й ежегодной премии Грэмми: на Best Rock Song и Best Rock Performance.
На Грэмми-2021 альбом был номинирован на музыкальную премию Грэмми в категории Best Alternative Music Album.
| Год  | Ассоциация    | Категория                    | Работа      | Результат |
| ---- | ------------- | ---------------------------- | ----------- | --------- |
| 2021 | Grammy Awards | Best Alternative Music Album | Jaime       | Номинация |
| 2021 | Grammy Awards | Best Rock Performance        | «Goat Head» | Номинация |
| 2021 | Grammy Awards | Best Rock Song               | «Stay High» | Победа    |

## Список композиций
Все песни написаны Ховард, кроме указанных ниже.
1. «History Repeats» — 3:05
2. «He Loves Me» — 2:32
3. «Georgia» — 3:18
4. «Stay High» — 3:12
5. «Tomorrow» (Paul Horton and Brittany Howard) — 3:14
6. «Short and Sweet» — 3:45
7. «13th Century Metal» (Robert Glasper, Howard, and Nate Smith) — 4:48
8. «Baby» — 2:27
9. «Goat Head» — 3:13
10. «Presence» — 2:47
11. «Run to Me» — 3:05

## Позиции в чартах
| Чарт (2019)                           | Высшая позиция |
| ------------------------------------- | -------------- |
| Австрия (Ö3 Austria)                  | 59             |
| Бельгия/Фландрия (Ultratop)           | 29             |
| Бельгия/Валлония (Ultratop)           | 159            |
| Канада (Canadian Albums Billboard)    | 34             |
| Нидерланды (Album Top 100)            | 76             |
| Франция (SNEP)                        | 182            |
| Япония (Oricon)                       | 114            |
| Шотландия (Scottish Albums Chart)     | 13             |
| Испания (PROMUSICAE)                  | 98             |
| Великобритания (UK Albums Chart)      | 36             |
| США (Billboard 200)                   | 13             |
| США Alternative Albums (Billboard)    | 3              |
| США Americana/Folk Albums (Billboard) | 1              |
| США Independent Albums (Billboard)    | 2              |
| США Top Rock Albums (Billboard)       | 2              |

### Годовые итоговые списки
| Чарт (2019)                 | Позиция |
| --------------------------- | ------- |
| США Top Current Album Sales | 169     |
| США Independent Albums      | 26      |